# Kom Ombo
Kom Ombo is een Egyptische stad (60.000 inwoners) aan de oostelijke oever van de Nijl, circa 60 km ten zuiden van Edfu en 50 km ten noorden van Aswan.
Vroeger lag hier de oude stad Pa-Sebek.
De stad lag vroeger aan de handelsroutes voor goud en speelde in het Oude Egypte een belangrijke rol in de goudhandel. Het lag in de eerste nome van Opper-Egypte. In het Grieks werd deze stad vroeger 'Ombos' genoemd, wat was afgeleid van het Egyptische "noebt" (goud).

## Bezienswaardigheden
- Tempel van Kom Ombo